# Suillus grevillei
Suillus grevillei, conocido con el nombre común de boleto elegante, es un hongo basidiomiceto del orden Boletales, que habita preferentemente en bosques y plantaciones de varias especies de alerces, con los que forma asociaciones micorrícicas. Se le puede encontrar en Europa, norte de Asia (Siberia), Corea, Japón, América del Norte, Australia y Nueva Zelanda. El cuerpo fructífero aflora desde verano a mediados de otoño. Es un hongo comestible, aunque poco apreciado. Al igual que en el resto de especies del género Suillus, es recomendable retirar la cutícula viscosa. Se denomina con el epíteto específico "grevillei" en homenaje al micólogo escocés R. K. Greville.

## Morfología
Posee un pie (estipe) cilíndrico de color amarillo y membranoso, que posee anillo. Su sombrero es de color amarillo anaranjado y posee cierta viscosidad. Suele tener un diámetro de unos 3 a 10 centímetros, convexo o hemisférico en su juventud y más aplanado conforme la seta envejece. Su carne es de color amarillo pálido, prieta, de olor ligero y de sabor dulce y suave. Posee un himenio adnato poroso de color amarillo que con el transcurso del tiempo va oscureciendo. Su esporada es de color ocre olivácea.